# La quietud
Pour plus de détails, voir Fiche technique et Distribution.
La quietud est un drame franco-argentin réalisé par Pablo Trapero, sorti en 2018. C'est la première fois que Bérénice Bejo tourne dans son pays natal, l'Argentine. La bande son du film inclut le titre " Le rempart ", chanté par Vanessa Paradis et qui figure sur son album " Love Songs " réalisé en 2013 par Benjamin Biolay.

## Synopsis
À la suite d'un AVC de leur père, deux sœurs, Mia et Eugenia, se retrouvent auprès de leur mère Esmeralda dans la propriété familiale « La Quietud », province de Buenos Aires, après des années de séparation et de non-dits.

## Fiche technique
- Réalisation : Pablo Trapero
- Scénario : Pablo Trapero et Alberto Rojas Apel
- Pays de production :  France,  Argentine
- Dates de sortie : 
  - Argentine : 30 août 2018
  - France : 4 décembre 2019 (en DVD)

## Distribution
- Martina Gusmán : Mia
- Bérénice Bejo : Eugenia
- Édgar Ramírez : Vincent
- Joaquín Furriel : Esteban
- Graciela Borges : Esmeralda